# Pachycarpus suaveolens
Pachycarpus suaveolens är en oleanderväxtart som först beskrevs av Rudolf Schlechter, och fick sitt nu gällande namn av A. Nicholas och D.J. Goyder. Pachycarpus suaveolens ingår i släktet Pachycarpus och familjen oleanderväxter. Inga underarter finns listade i Catalogue of Life.